# Einzelhaft (Album)
Einzelhaft ist das erste Studioalbum des österreichischen Musikers Falco. Es wurde 1982 veröffentlicht, neben Österreich und Deutschland auch in den USA, Kanada, Italien, Spanien, Japan und Finnland.

## Entstehung
1980 bekam Falco, der damals noch in der Band Drahdiwaberl spielte, von Markus Spiegel einen Vertrag über drei Solo-Alben. Da Falcos Lied Ganz Wien bei den Drahdiwaberl-Konzerten zu einem großen Erfolg avanciert war, wollte er es als erste Auskopplung nehmen. Nach dem Radioboykott des österreichischen Rundfunks gegen diese Aufnahme nahm er den Titel in einer englischen Version That Scene auf und veröffentlichte diese Anfang 1981. Die Single war in Österreich recht erfolgreich und schaffte es bis auf Platz elf der Ö3-Hitparade, einer damals populären Radiosendung; im Ausland blieb sie allerdings unbeachtet.

### Produktion
Im Frühjahr 1981 begann Falco die Zusammenarbeit mit dem Produzenten Robert Ponger, der bereits eine Melodie ohne Text hatte. Diese war ursprünglich für Reinhold Bilgeri gedacht, doch der lehnte sie ab. Falco war hingegen von der Melodie so begeistert, dass er sich ihrer annahm. Innerhalb von drei Tagen schrieb er einen passenden Text dazu und nahm das Stück Der Kommissar auf. Zu dieser Zeit entstand noch ein zweiter Titel, Helden von heute. Obwohl Falco diese Nummer als Single veröffentlichen wollte (mit Der Kommissar als B-Seite), musste er sich den Verantwortlichen seiner Plattenfirma beugen, die die gegensätzliche Anordnung bevorzugten, da Der Kommissar ihrer Meinung nach mehr Potential hatte.

## Erfolg der Singles
Im November 1981 wurde die Single Der Kommissar in Österreich veröffentlicht und erreichte kurz darauf Platz eins der Charts. Zwei Monate später gelang dies auch in Deutschland und Frankreich sowie zahlreichen anderen europäischen Ländern. In Kanada erreichte die Single Gold-Status. In den US-amerikanischen Billboard-Charts kam der Titel auf Platz 72, in den Disco-Charts auf Platz eins. Falco blieb ein halbes Jahr in Amerika, um das Album zu promoten, da er damit auch im Ausland sehr großen Erfolg hatte. Auch in Guatemala führte der Song die Hitparade an. Der Kommissar wurde – Remix-Versionen mitgerechnet – weltweit rund sieben Millionen Mal verkauft. Im Anschluss an diesen großen Erfolg ging Falco rund ein Jahr auf Tour, die weltweit von Mexiko bis Asien reichte.
In Österreich erreichte das Album Platz eins der Albumcharts, in Deutschland Platz 19. In den kanadischen Charts war die LP 20 Wochen lang vertreten und stieg dort bis auf Position 31. In den USA kam es bis auf den 64. Rang der US Billboard-Charts. Im Sommer 1982 erfolgte die Veröffentlichung von Maschine brennt; die Single kam in Österreich, Norwegen und Deutschland in die Top 10 und bestätigte den Erfolg.

## Promo-Singles
Falco veröffentlichte zudem 1982 noch zwei Promo-Singles: Auf der Flucht erschien in den USA und Frankreich unter dem englischen Titel On the Run und erreichte Platz 9 in den US Hot Play Charts. Die zweite Promo-Single war Zuviel Hitze und wurde in Deutschland veröffentlicht.

## 25th Anniversary Edition
Anlässlich des 25-jährigen Jubiläums der Veröffentlichung von Falcos erstem Album Einzelhaft im Juni 1982 erschien am 15. Juni 2007 eine 25th Anniversary Edition in Vinyl-Optik, digital remastert von Chris Bellman in den Bernie Grundman Studios (Hollywood). Die limitierte Ausgabe enthält noch eine zweite CD mit dem Anniversary Mix 2007 von Nie mehr Schule und That Scene, die rare englische Version von Ganz Wien, sowie ein 36-minütiges Interview von Norbert Ivanek mit Johann Hölzel aus dem Jahre 1993.
Die Neuveröffentlichung des Albums stieg auf Platz 22 der Ö3-Charts ein.

## Titelliste
Originalalbum
1. Zuviel Hitze
2. Der Kommissar
3. Siebzehn Jahr
4. Auf der Flucht
5. Ganz Wien
6. Maschine brennt
7. Hinter uns die Sintflut
8. Nie mehr Schule
9. Helden von heute
10. Einzelhaft

Disc 2 der 25th Anniversary Edition
1. Nie mehr Schule [Anniversary Mix 2007]
2. That Scene
3. Interview: Aus Hans Hölzel wird Falco
4. Interview: Die ersten drei Alben
5. Interview: Erfolg und seine Konsequenzen
6. Interview: Zeitgeist
7. Interview: Westen, Osten, Norden, Süden
8. Interview: Suche nach der Wahrheit
9. Interview: Konzentration der Kräfte
10. Interview: Kunst & Verantwortung
11. Interview: Zukunftsaussichten

## Chartplatzierungen

### Album
| Jahr | Titel      | Höchstplatzierung, Gesamtwochen, AuszeichnungChartplatzierungen (Jahr, Titel, Platzierungen, Wochen, Auszeichnungen, Anmerkungen) | Höchstplatzierung, Gesamtwochen, AuszeichnungChartplatzierungen (Jahr, Titel, Platzierungen, Wochen, Auszeichnungen, Anmerkungen) | Höchstplatzierung, Gesamtwochen, AuszeichnungChartplatzierungen (Jahr, Titel, Platzierungen, Wochen, Auszeichnungen, Anmerkungen) | Höchstplatzierung, Gesamtwochen, AuszeichnungChartplatzierungen (Jahr, Titel, Platzierungen, Wochen, Auszeichnungen, Anmerkungen) | Anmerkungen                    |
| Jahr | Titel      | DE | AT | CH | US | Anmerkungen                    |
| ---- | ---------- | --- | --- | --- | --- | ------------------------------ |
| 1982 | Einzelhaft | DE17 (21 Wo.)DE | AT1 (42 Wo.)AT | — | US64 (13 Wo.)US | Erstveröffentlichung: Mai 1982 |

grau schraffiert: keine Chartdaten aus diesem Jahr verfügbar

### Singles
| Jahr | Titel           | Höchstplatzierung, Gesamtwochen, AuszeichnungChartplatzierungen (Jahr, Titel, Platzierungen, Wochen, Auszeichnungen, Anmerkungen) | Höchstplatzierung, Gesamtwochen, AuszeichnungChartplatzierungen (Jahr, Titel, Platzierungen, Wochen, Auszeichnungen, Anmerkungen) | Höchstplatzierung, Gesamtwochen, AuszeichnungChartplatzierungen (Jahr, Titel, Platzierungen, Wochen, Auszeichnungen, Anmerkungen) | Höchstplatzierung, Gesamtwochen, AuszeichnungChartplatzierungen (Jahr, Titel, Platzierungen, Wochen, Auszeichnungen, Anmerkungen) | Anmerkungen                              |
| Jahr | Titel           | DE | AT | CH | US | Anmerkungen                              |
| ---- | --------------- | --- | --- | --- | --- | ---------------------------------------- |
| 1981 | That Scene      | — | — | — | — | Erstveröffentlichung: 15. September 1981 |
| 1981 | Der Kommissar   | DE1 (29 Wo.)DE | AT1 (18 Wo.)AT | CH2 (10 Wo.)CH | US72 (8 Wo.)US | Erstveröffentlichung: 11. Dezember 1981  |
| 1982 | Maschine brennt | DE10 (17 Wo.)DE | AT4 (10 Wo.)AT | — | — | Erstveröffentlichung: 29. Juni 1982      |

grau schraffiert: keine Chartdaten aus diesem Jahr verfügbar